# Бакау
Бакау (на английски: Bakau) е град на атлантическото крайбрежие на Гамбия, западно от столицата на страната Банджул. Известен е със своите ботанически градини, басейна с крокодили Бакау Качикали и плажовете на Кейп Пойнт. Бакау е първото голямо предградие извън Банджул и най-развитият град в Гамбия. В близост до Бакау и Банджул е най-големият град в Гамбия, Серекунда.
Туризмът е най-важната бизнес дейност в Бакау, осигуряваща много работни места, както и приходи за общинските власти. В града има няколко къщи за гости и голям пазар покрай главния път, известен със своите плодове и зеленчуци. Риболовът и земеделието също са от особено значение.

## История
Легендата разказва, че Бакау е възникнал около свещения крокодилски басейн в Качикали, централния квартал на Бакау. Самият Бакаув началото на XIX век  е малко селце, но постепенно придобива все по-голямо значение, като се превръща в любимо място за частни резиденции на колониалните администратори, особено по протежение на красивите плажове с палми. Въпреки че е голям град, старото село все още съществува и се управлява, като всяко друго в Гамбия, с „алкали“ (длъжност, подобна на „кмет“) и е разделено на „кабилос“. Когато хората започват да се изнасят от Банджул, отпуснатите от правителството жилищни райони бързо изникват около старото село, придобивайки нови имена в процеса. Фермите на местното население се превръщат в добре планирани предградия, пълни с бунгала.

## Галерия
- Църква в Бакау
- Изглед към Атлантическия океан
- Път в Бакау